# Vladičin Han
Vladičin Han (serbocroata cirílico: Владичин Хан, pronunciado en español: Vladichin-Ján) es un municipio y villa de Serbia perteneciente al distrito de Pčinja del sur del país.
En 2011 tiene 20 938 habitantes, de los cuales 8053 viven en la villa y el resto en el medio centenar de pedanías del municipio. La gran mayoría de la población se compone de serbios (18 644 habitantes), junto a los que hay una importante minoría de gitanos (1503 habitantes).
Se sitúa sobre la carretera E75 que une Belgrado con Skopie, unos 20 km al noreste de la capital de distrito, Vranje.